# Armenhoef (Best)
De Armenhoef, ook wel De Aarlese Hoeve, is de naam van een als rijksmonument aangewezen boerderij aan de Oirschotseweg in de Noord-Brabantse plaats Best. De boerderij is vanwege de stal, waarvan het houtskelet gedeeltelijk uit 1263 dateert, mogelijk de oudste boerderij van West-Europa waarvan nog bovengrondse delen bestaan. De naam heeft te maken met de vroegere functie, de opbrengsten van de boerderij kwamen ten goede aan de armenzorg. 

## Beschrijving
Uit bouwhistorisch onderzoek in 2009 is gebleken dat het oorspronkelijk gebint van de stal in 1263 werd opgetrokken. Het boerenhuis dateert uit een latere periode en is op z'n vroegst in 1640, maar vermoedelijk in 1680 gebouwd. 

## Waardering
De boerderij was tot 2013 alleen beschermd als gemeentelijk monument. Aan de dringend noodzakelijke restauratie heeft, behalve gemeente en provincie, bij wijze van uitzondering ook de rijksoverheid bijgedragen. In 2013 is het pand ingeschreven als rijksmonument. Hierbij werd afgeweken van het beleid om geen gebouwen die dateren uit de periode van voor 1940 nieuw op te nemen in het register van rijksmonumenten.
De gemeentelijke aanwijzing als monument was vanwege de cultuurhistorische, architectuurhistorische en landschappelijke waarde. Elementen als ouderdom en gaafheid van de boerderij en de voormalige functie ten behoeve van de armenzorg speelden daarbij een rol. Voor de rijksoverheid zijn de ouderdom van de boerderij en aanwezige zeldzame bouwkenmerken, zoals het schuuroverstek boven de noordgevel, bepalend geweest voor de aanwijzing als monument. De directeur van de Rijksdienst voor het Cultureel Erfgoed typeerde de boerderij als "een onmisbaar puzzelstuk in de kennis van ons verleden".

## Publicaties
Over de resultaten van het onderzoek naar de boerderij is in 2015 het publieksboek ’t Goet te Arle verschenen.  Hierin belichten verschillende auteurs het historisch belang van de boerderij vanuit uiteenlopende wetenschappelijke disciplines. Behalve voor de boerderij is er aandacht voor het uitgebreide archeologisch onderzoek dat uitgevoerd is in directe omgeving er van. De historische bronnen aangaande de boerderij en zijn cultuurhistorische omgeving waaruit geput is worden uitgebreid besproken. In de verslagenreeks van de Rijksdienst voor het Cultureel Erfgoed is een rapportage verschenen waarin bouwhistorische en archeologische onderzoeksresultaten gedetailleerd worden beschreven.